# Garage Kids
Garage Kids је француски краткометражни анимирани филм из 2001. године, чији су творци редитељка Тања Палумбо и аниматор Тома Ромен. Остварење је продуцирао бивши студио за анимацију Антфилм.
Пројекат је послужио као основа за цртану серију Ко̂д Лиоко, и данас се сматра њеном пилот епизодом.